# 阿立必利
阿立必利（INN：alizapride）是一种多巴胺拮抗剂，具有促动力和止吐作用，用于治疗恶心和呕吐，包括术后恶心和呕吐。它在结构上与甲氧氯普胺和其他苯甲酰胺相关。